# سالامونیا، ایندیانا
سالامونیا (به انگلیسی: Salamonia) یک شهر در ایالات متحده آمریکا است که در شهرستان جی، ایندیانا واقع شده‌است. سالامونیا ۰٫۹۵ کیلومتر مربع مساحت و ۱۵۷ نفر جمعیت دارد و ۲۹۶ متر بالاتر از سطح دریا واقع شده‌است.